# 宕昌郡
宕昌郡，北周、隋朝设置的郡。
北周天和二年（566年），北周灭宕昌国，设立宕州，统辖宕昌郡、甘松郡。治所在阳宕县（今甘肃省宕昌县南阳）。宕昌郡领阳宕县、和戎县。隋朝大业三年（607年），改宕州为宕昌郡。唐朝武德元年（618年），改宕昌郡为宕州。治所在怀道县（今甘肃省舟曲县）。